# AS Corbeil-Essonnes FC
El AS Corbeil-Essonnes FC fue un equipo de fútbol de Francia que jugó en la Ligue 2, la segunda división nacional.

## Historia
Fue fundado en el año 1951 en la ciudad de Corbeil-Essonnes luego de la fusión de los equipos FC Corbeil y Sporting Club Essonne. Era la sección de Fútbol del club polideportivo AS Corbeil-Essonnes.
La mejor época del club fue la de los años 1980 en la cual formaron parte de la Ligue 2, la segunda división nacional, en las temporada de 1982/83 y 1984/85, aunque también obtuvo logros rescatables en la Copa de Francia donde llegó a participar en la ronda principal en las ediciones de 1960/61 y 1984/85.
En 2016 el AS Corbeil-Essonnes decide cerrar la sección de fútbol.

## Palmarés
- Division d'Honneur (Paris) (3): 1960, 1975, 1997

## Jugadores

### Jugadores destacados
| - François Blin - Frédéric Bompard - Demba Diagouraga - Rudi Garcia - Attilio Moretti | - Guy Nosibor - Stéphane Persol - Osvaldo Piazza - Walid Regragui - Djamel Zidane |

## Entrenadores

### Entrenadores destacados
| - Joseph Mercier - 1970–1979: José Garcia - 1979–1980: Bernard Deferrez - 1982–1983: Osvaldo Piazza | - 1988–1989: André Bodji - 1993–1994: Camille Choquier - 1994–1998: Rudi Garcia - 2001–2003: Isaac N'Gata |